# مسجد کرف
مسجد کرف مربوط به دوره صفوی است و در شهرستان جاجرم، بخش جلگه سنخواست، دهستان چهارده سنخواست، روستای کرف واقع شده و این اثر در تاریخ ۲۶ اسفند ۱۳۸۶ با شمارهٔ ثبت ۲۲۲۱۷ به‌عنوان یکی از آثار ملی ایران به ثبت رسیده است.